# Фердман, Давид Лазаревич
Дави́д Ла́заревич Фердман (7 января 1903, Тересполь, Седлецкая губерния — 11 января 1970, Киев) — советский биохимик и педагог. Член-корреспондент АН Украины (1939), член-корреспондент АН СССР (1946).

## Биография
Родился 7 января 1903 года в местечке Тересполь. В 1925 году окончил Харьковский институт народного образования..
С 1925 по 1931 год, а также с 1943 по 1970 год работал в Институте биохимии АН УССР. В то же время (с 1944 по 1970 год) был профессором в Киевском университете. С 1930 по 1943 год преподавал в Харьковском медицинском институте.
Скончался 11 января 1970 в Киеве, похоронен на Байковом кладбище.

## Награды
- орден Ленина
- медаль «За трудовую доблесть» (01.10.1944)

## Публикации
- Биохимия фосфорных соединений, К., 1935;
- Обмен фосфорных соединений, М. — Л., 1940;
- Биохимия заболеваний мышц, К., 1953;
- Биохимия, 3 изд., М., 1966.